# Szpiegostwo

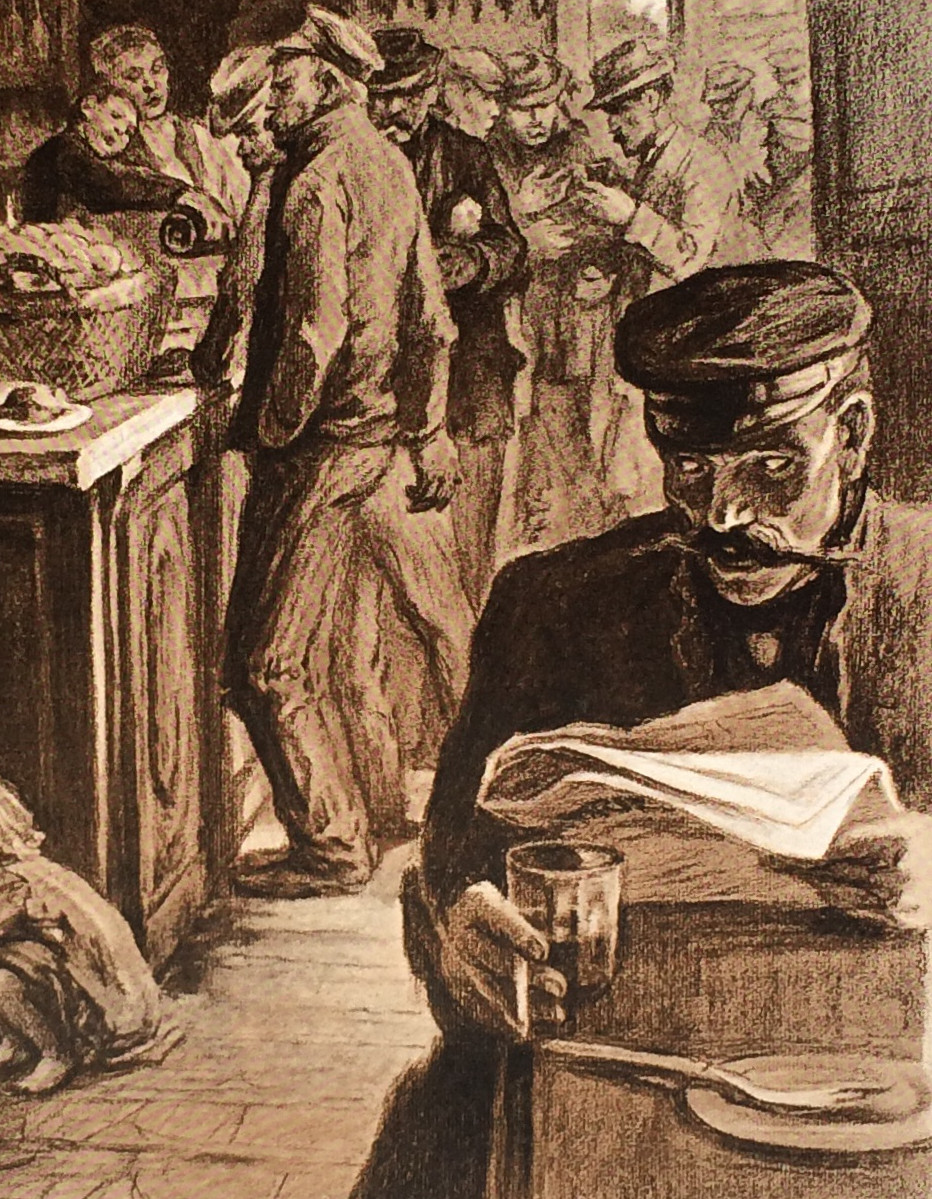
Podsłuchujący szpieg na rysunku Antoniego Kamieńskiego

Ethel i Julius Rosenbergowie obywatele USA skazani w 1951 r. na karę śmierci za szpiegostwo na rzecz ZSRR

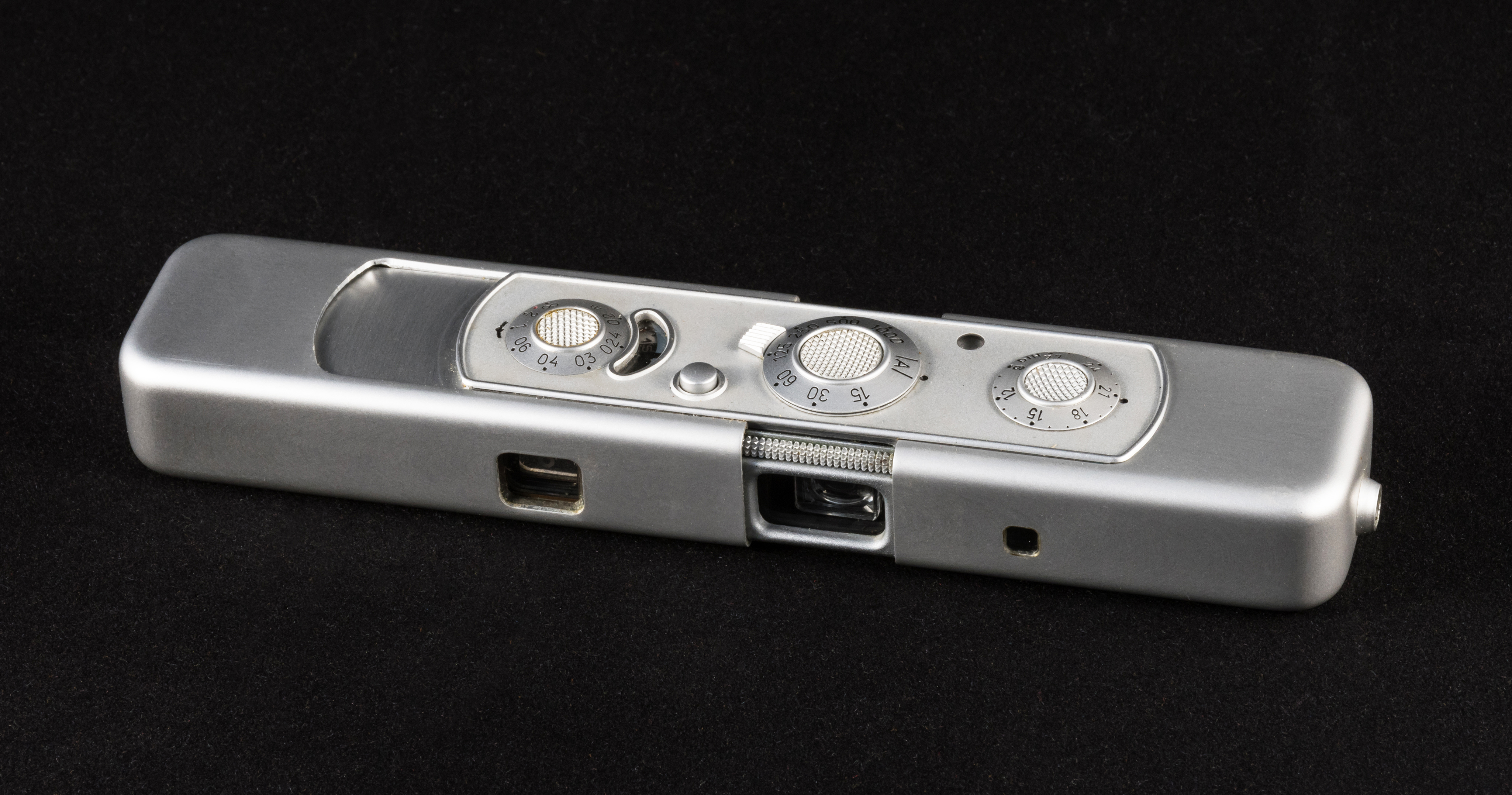
Szpiegowski aparat fotograficzny Minox C używany do fotografowania dokumentów

Szpiegostwo – forma działalności wywiadowczej polegająca na zdobywaniu informacji stanowiących tajemnice i przekazywaniu ich instytucji wywiadowczej. W większości państw świata szpiegostwo na rzecz obcego państwa jest przestępstwem kryminalnym zagrożonym najwyższymi karami. Wykrywaniem i zwalczaniem szpiegostwa zajmują się służby kontrwywiadowcze.

## Charakterystyka szpiegostwa

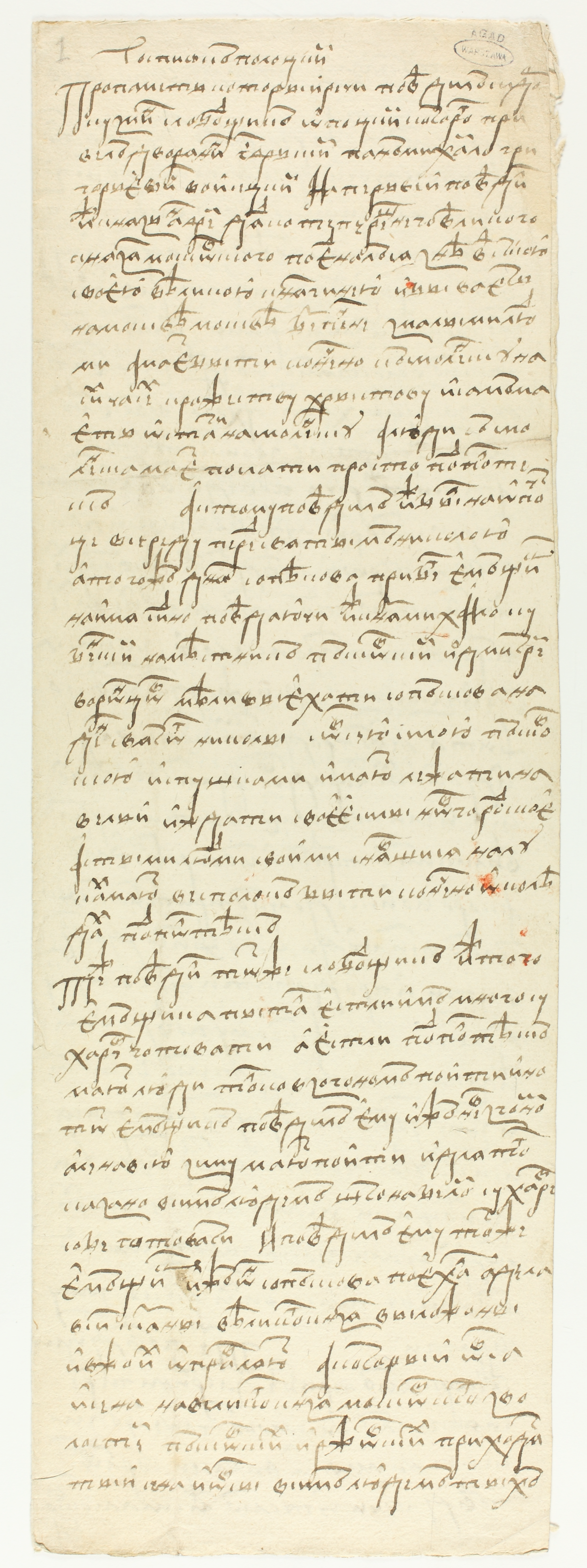
Informacje wywiadowcze dotyczące pogranicza Wielkiego Księstwa Litewskiego oraz Wielkiego Księstwa Moskiewskiego (1534 r.)

Charakterystycznymi elementami szpiegostwa są:
- tajność działania – maskowanie się szpiega, działanie w konspiracji pod przykrywką innej, ale legalnej działalności,
- zdobywanie wiadomości – wszelkie sposoby na zdobywanie informacji będących tajemnicą,
- dobór wiadomości – charakter przekazanych informacji, dokumentów; wiąże się z łamaniem tajemnicy służbowej, państwowej i wojskowej,
- przekazywanie wiadomości przedstawicielom organizacji wywiadowczych – szereg czynności polegających na tajnej ekspedycji informacji w różnych formach – przewiezienie we własnej pamięci, przy użyciu skrytki, szyfrem, pismem utajonym, drogą radiową, pocztową, przez sieci komputerowe itp.

Przykładami spektakularnych operacji wywiadowczych kwalifikowanych jako szpiegostwo były m.in. zdobycie przez ZSRR w latach 40 XX wieku amerykańskiej technologii produkcji bomby atomowej i potem bomby wodorowej czy w latach 60. XX w. niektórych francusko-brytyjskich technologii naddźwiękowego samolotu Concorde (zastosowanych m.in. w samolocie Tu-144). Także Polska przeprowadzała operacje wywiadowcze kwalifikowane jako szpiegostwo przez systemy prawne państw, w których polscy wywiadowcy zdobywali informacje – m.in. mjr Jerzy Sosnowski w Rzeszy Niemieckiej zwerbował wiele OZI informujących SG WP o Reichswehr oraz w USA Marian Zacharski zdobył wiele informacji o technice wojskowej.

## Szpiegostwo w polskim prawie karnym

### Dwudziestolecie międzywojenne
W okresie międzywojennym przestępstwo szpiegostwa zostało uregulowane w:
- Rozporządzeniu Prezydenta Rzeczypospolitej z dnia 16 lutego 1928 r. o karach za szpiegostwo i niektóre inne przestępstwa przeciw Państwu (Dz.U. z 1928 r. nr 18, poz. 160), oscylując wokół dwóch typów zachowań, tj. ujawnieniu (art. 1) bądź zakomunikowaniu (art. 3 i 4) wiadomości, dokumentów lub przedmiotów, które należy zachować w tajemnicy przed rządem obcego państwa lub osobą działającą w jego interesie[1].
- Rozporządzeniu Prezydenta Rzeczypospolitej z dnia 11 lipca 1932 r. Kodeks karny (Dz.U. z 1932 r. nr 60, poz. 571), koncentrując się w art. 99 na fakcie wejścia w porozumienie z osobą działająca w interesie obcego państwa lub organizacji międzynarodowej przeciw Państwu Polskiemu. Dla prawodawcy istotna stał się więc sama współpraca – „wejścia w porozumienie”, bez konkretyzacji, na czym to porozumienie będzie polegało.
- Rozporządzeniu Prezydenta Rzeczypospolitej z dnia 24 października 1934 r. o niektórych przestępstwach przeciwko bezpieczeństwu Państwa (Dz.U. z 1934 r. nr 94, poz. 851), które w art. 17 odchodzi od powiązania przestępstwa szpiegostwa z jakąś formą „wejścia w porozumienie” na rzecz czynu, który zostanie uznany za „działalność wywiadowczą”[1].
- Dekret Prezydenta Rzeczypospolitej z dnia 22 listopada 1938 r. o ochronie niektórych interesów Państwa (Dz.U. z 1938 r. nr 91, poz. 623) wprowadzał w art. 5–7 kategorię przestępstw przeciwko niezależności życia publicznego, w tym polegające na przyjmowaniu przez obywatela polskiego, od osoby działającej w interesie obcego rządu korzyści majątkowej albo jej obietnicy dla siebie lub innej osoby.

### PRL
- Dekret z dnia 13 czerwca 1946 r. o przestępstwach szczególnie niebezpiecznych w okresie odbudowy Państwa (Dz.U. z 1946 r. nr 30, poz. 192), który w art. 7 typizował wyłącznie jedną formę działalności szpiegowskiej w postaci gromadzenia i przekazywania wiadomości.
- Ustawa z dnia 19 kwietnia 1969 r. Kodeks karny (Dz.U. z 1969 r. nr 13, poz. 94, ze zm.), który w art. 124 regulował przestępstwo szpiegostwa zarówno w typie podstawowym, jako branie udziału w obcym wywiadzie lub działanie na rzecz tego wywiadu poprzez udzielanie mu wiadomości, za co groziła kara pozbawienia wolności na czas nie krótszy od lat 5 lub kara śmierci, a jeżeli sprawca działalność tę organizował lub nią kierował, kara pozbawienia wolności nie mogła być niższa od lat 8; oraz typie kwalifikowanym, związanym ze zbieraniem lub przechowywaniem wiadomości w celu ich udzielenia obcemu wywiadowi albo podejmowania się działalności na rzecz obcego wywiadu, zagrożonym karą pozbawienia wolności na czas nie krótszy od lat 5 albo karze 25 lat pozbawienia wolności oraz o sytuację związaną z czynnym żalem, gdy sprawca poniechał dalszej działalności i zawiadomił organ powołany do ścigania przestępstw o wszystkich istotnych okolicznościach popełnionego czynu. Kodeks ten obok przestępstwa szpiegostwa wprowadzał również przestępstwo zdrady, którego sprawcą mógł być tylko obywatel polski. Zdrada była najcięższym i najniebezpieczniejszym przestępstwem skierowanym przeciwko PRL, wywołując jednocześnie istotne problemy doktrynalne i praktyki orzeczniczej w zakresie odróżnienia od przestępstwa szpiegostwa (za kryteria różnicujące uznawano: motyw, elementy obiektywne i narodowość)[1].

### III Rzeczpospolita
W obecnie obowiązującej ustawie z dnia 6 czerwca 1997 r. Kodeks karny przestępstwo szpiegostwa zostało uregulowane w art. 130 i przyjmuje postać:

#### Typu podstawowego
Art. 130 § 1 kk – branie udziału w działalności obcego wywiadu przeciwko Rzeczypospolitej Polskiej, zagrożone karą pozbawienia wolności od 5 lat.

#### Typu kwalifikowanego
1. art. 130 § 2 kk – branie udziału w obcym wywiadzie (tzn. aktywna współpraca związana z przynależnością do struktur obcego wywiadu) i udzielanie temu wywiadowi wiadomości, których przekazanie może wyrządzić szkodę Rzeczypospolitej Polskiej, zagrożone karą od 8 lat pozbawienia wolności lub karą dożywotniego pozbawienia wolności;
2. art. 130 § 2 kk – działanie na rzecz obcego wywiadu (tzn. aktywna współpraca bez przynależności do struktur obcego wywiadu) i udzielanie temu wywiadowi wiadomości, których przekazanie może wyrządzić szkodę Rzeczypospolitej Polskiej, zagrożone karą od 8 lat pozbawienia wolności albo karą dożywotniego pozbawienia wolności;
3. art. 130 § 4 kk – kierowanie działalnością obcego wywiadu (tzn. zajmowanie przez sprawcę w strukturze organizacyjnej wywiadu określonej pozycji bądź też wypełnianie funkcji, z którymi wiąże się wydawanie poleceń, zwłaszcza wobec osób organizujących działalność tego wywiadu), zagrożone karą od 10 lat pozbawienia wolności albo karą dożywotniego pozbawienia wolności;
4. art. 130 § 4 kk – organizowanie działalności obcego wywiadu (tzn. wszelkie formy zachowania prowadzące do stworzenia organizacji szpiegowskiej, w tym m.in. tworzenie systemu powiązań informacyjnych między poszczególnymi osobami współpracującymi czy mającymi współpracować z wywiadem, wyznaczenie zadań poszczególnym współpracownikom, oznaczenie sposobów kontaktowania się, zaopatrywanie siatki szpiegowskiej w środki ułatwiające jej działalność, werbowanie nowych agentów, szkolenie agentów, dostarczanie im technicznych środków działalności, zbieranie informacji od agentów), zagrożone karą od 10 lat pozbawienia wolności albo karą dożywotniego pozbawienia wolności.
5. art. 130 § 5 kk  – branie udziału w obcym wywiadzie przeciwko Rzeczypospolitej Polskiej przez funkcjonariusza publicznego, zagrożone karą od 8 lat pozbawienia wolności albo karą dożywotniego pozbawienia wolności;
6. art. 130 § 5 kk  – działanie na rzecz obcego wywiadu przeciwko Rzeczypospolitej Polskiej przez funkcjonariusza publicznego, zagrożone karą od 8 lat pozbawienia wolności albo karą dożywotniego pozbawienia wolności;
7. art. 130 § 7 kk – branie udziału w obcym wywiadzie połączone z dywersją, sabotażem lub dopuszczeniem się przestępstwa o charakterze terrorystycznym, zagrożone karą od 10 lat pozbawienia wolności albo karą dożywotniego pozbawienia wolności;
8. art. 130 § 7 kk – działanie na rzecz obcego wywiadu połączone z dywersją, sabotażem lub dopuszczeniem się przestępstwa o charakterze terrorystycznym, zagrożone karą od 10 lat pozbawienia wolności albo karą dożywotniego pozbawienia wolności;
9. art. 130 § 9 kk – branie udziału w obcym wywiadzie połączone z prowadzeniem dezinformacji polegającej na rozpowszechnianiu nieprawdziwych lub wprowadzających w błąd informacji, mając na celu wywołanie poważnych zakłóceń w ustroju lub gospodarce Rzeczypospolitej Polskiej, państwa sojuszniczego lub organizacji międzynarodowej, której członkiem jest Rzeczpospolita Polska albo skłonienie organu władzy publicznej Rzeczypospolitej Polskiej, państwa sojuszniczego lub organizacji międzynarodowej, której członkiem jest Rzeczpospolita Polska, do podjęcia lub zaniechania określonych czynności, zagrożone karą od 8 lat pozbawienia wolności;
10. art. 130 § 9 kk – działanie na rzecz obcego wywiadu połączone z prowadzeniem dezinformacji polegającej na rozpowszechnianiu nieprawdziwych lub wprowadzających w błąd informacji, mając na celu wywołanie poważnych zakłóceń w ustroju lub gospodarce Rzeczypospolitej Polskiej, państwa sojuszniczego lub organizacji międzynarodowej, której członkiem jest Rzeczpospolita Polska albo skłonienie organu władzy publicznej Rzeczypospolitej Polskiej, państwa sojuszniczego lub organizacji międzynarodowej, której członkiem jest Rzeczpospolita Polska, do podjęcia lub zaniechania określonych czynności, zagrożone karą od 8 lat pozbawienia wolności.

#### Typu uprzywilejowanego
1. art. 130 § 3 kk – wejście do systemu informatycznego w celu uzyskania wiadomości, których przekazanie może wyrządzić szkodę Rzeczypospolitej Polskiej, zagrożone karą od 6 miesięcy do 8 lat pozbawienia wolności;
2. art. 130 § 3 kk – gromadzenie lub przechowywanie wiadomości, których przekazanie może wyrządzić szkodę Rzeczypospolitej Polskiej, zagrożone karą od 6 miesięcy do 8 lat pozbawienia wolności;
3. art. 130 § 3 kk – zgłoszenie gotowości działania na rzecz obcego wywiadu przeciwko Rzeczypospolitej Polskiej, zagrożone karą od 6 miesięcy do 8 lat pozbawienia wolności;
4. art. 130 § 6 kk – branie udziału w działalności obcego wywiadu nieskierowanego przeciwko Rzeczypospolitej Polskiej bez zgody właściwego organu udzielonej na podstawie odrębnych przepisów, zagrożone karą od 6 miesięcy do 8 lat pozbawienia wolności;
5. art. 130 § 8 kk – przygotowanie do brania udziału w działalności na rzecz obcego wywiadu połączone z dywersją, sabotażem lub dopuszczeniem się przestępstwa o charakterze terrorystycznym, zagrożone karą pd 6 miesięcy do 8 lat pozbawienia wolności.